# 罗盛咨询
罗盛咨询（德語：Russell Reynolds Associates）是一家美国管理咨询和猎头公司。

## 历史
1969年创建于美国纽约市，目前在26个国家地区拥有46个办事处，有超过425位咨询师。